# Nagyvárad (napilap)
Nagyvárad címmel társadalmi és gazdasági napilap 1870–1944 között. Székhelye Nagyvárad. A város második napilapjaként indult 1870 júliusában, Hügel Ottó kiadásában, Báttaszéki Lajos ügyvéd szerkesztésében.
1934–1940-ig Szabadság címen jelent meg. 1941. február 1-jétől ismét Nagyvárad címmel napilap, 1944. július 17-től az Új Nagyvárad címet vett fel, ezen a címen szűnt meg 1944. október 4-én.

## 1870-től az I. világháború végéig
Laptársától, az 1867-ben indult Bihartól eltérően, amely az akkor még ellenzéki politikát folytató balközépet támogató vármegyei ellenzékre támaszkodott, főként a városi olvasókat igyekezett megnyerni. "A politika határozott és tökéletes kizárásával" induló lap – egyik programcikkének megfelelően – "magasabb, nemesebb feladatának törekedend megfelelni, mely nemcsak abból áll, hogy az olvasónak pikáns adomát, friss újságot szolgáltasson, hanem [...] a társadalmi intézmények figyelemmel kísérésében összpontosul" (1871. április 1.). Későbbi szerkesztőjének, Rácz Mihálynak sikerült az egész akkori helyi értelmiséget a Nagyvárad c. napilap köré tömörítenie, így találkozhatunk hasábjain Lukács Béla, Gyalokay Antal, Bevilaqua Rudolf, Ábrányi Kornél, Ember György, Sólyom Fekete Ferenc, Hlatky Endre, Rádl Ödön, Várady Zsigmond nevével.
A balközép (Tisza Kálmán pártja) 1876-os kormányra kerülését követően, három évvel később a Nagyvárad c. napilap is alárendelte magát az új kormánypárt irányvonalának, bár bizonyos függetlenséget megőrzött, és továbbra is megtartotta "urbánus" jellegét. 1890-ben Láng József nyomdász lesz a lap tulajdonosa és Hegyesi Márton a főszerkesztője, majd 1891-93 között Iványi Ödön, 1893-98 között Fehér Dezső, 1898-1918 között Sas Ede.

## A két világháború közt és a II. világháború alatt
1918-ban Hegedűs Nándor lett a főszerkesztője a Nagyvárad c. napilapnak, amely 1921-ben magába olvasztotta a Szabadságot. Kiadótulajdonosa 1921-től a Sonnenfeld Adolf Részvénytársaság. A lap 1934 januárjától a magyar helységnevek cenzúratilalma miatt felvette a Szabadság nevet, s azt használta 1940 őszéig.
A két világháború között rendszeresen közölt irodalmi anyagot, főképp a vasárnapi és ünnepi számokban. Erre 1922-ben Kösöntyű címmel Tabéry Géza és Gulácsy Irén szerkesztette külön laprészt is biztosított; az Irodalom – Művészet rovat később is állandó része volt a lapnak. De rendszeresen foglalkozott Színház c. rovatában a nagyváradi magyar színházi élet eseményeivel s Mozgószínház c. rovatában az akkor hódító film Váradra kerülő alkotásaival is.
Az olvasóközönség rendszeresen vagy gyakran találkozhatott hasábjain Arató András, Berde Mária, Bónyi Adorján, Csuka Zoltán, Dévald László, Diamandy Viktória, Diósszilágyi F. Ibolya, Dutka Ákos, Edelmann Hédi, Erdélyi Ágnes, Emőd Tamás, Gulácsy Irén, Harsányi Zsolt, Heltai Jenő, Jakabovits Elemér, Juhász Gyula, Karinthy Frigyes, Kosztolányi Dezső, Lovassy Andor, Márai Sándor, K. Mihelffy Elvira, P. Mihelffy Margit, Nadányi Zoltán, Papp Lajos, Ruth Klára, Somlyói Eller Gizella, Szép Ernő, Tabéry Géza verseivel, novelláival, irodalmi publicisztikájával (Tabéry egyedül a Nagyváradban több mint 450 publikációval szerepel); színibírálatot, képzőművészeti, illetve zenekritikát Bárdos László, Bíró József, Daróczy Lajos, Guttmann Miklós, Imre Sándor, Jakobovits Elemér, Marót Sándor, Pásztor Bertalan, Perédy György, Zsolt Béla jegyzett; politikai jegyzetekkel Mikes Imre, egy portrésorozattal Nagy Márton, konferanszokkal Osvát Kálmán (1923-37 között), Stella Adorján, Szűts Dezső szerepelt (ez utóbbi Adyra vonatkozó emlékeit is megírta. 1924. január 6., június 29.).
Közölt a lap folytatásos regényeket is (Komáromi János: Esze Tamás, a rebellisek ezredese. 1931; Kovács László: Kossuth Lajos futárja. 1930; Lakatos László: A teve. 1924; Lovassy Andor: Senki fia. 1923; Moly Tamás: Csak nővel ne...! 1924; Paál Jób: Katalin életének regénye. 1937; Vécsey Leó: Szerencsekisasszony. 1930; A sátándoktor. 1936; Zombory Jenő: A szerencse. 1923).
Itt jelentek meg a jeles nagyváradi fizikus, Károly József Irén premontrei főgimnáziumi tanár értekezései, Karácsonyi János történész-kanonok több tanulmánya. Hegedűs Nándor nemcsak a váradi szellemi életet nyomon követő főszerkesztő, hanem a közéletben is részt vállaló városi tanácsos, majd az Országos Magyar Párt Bihar megyei alelnöke, több ciklusban is parlamenti képviselő volt. Tárcái, amelyeket elsőnek a váradi közönség olvashatott, kötetbe gyűjtve is megjelentek (Amiről a város beszél. Nagyvárad, 1931). Jelentős Magyar irodalmi séták c. sorozata is (1943).
A most már Szabadság címen megjelenő napilap első felelős szerkesztője Katona Béla. A lap rendszeresen nyomon követte Nagyvárad magyar intézményeinek sorsát: szerepe volt abban, hogy 1922-ben újraindult a Szigligeti Társaság; hasábjain többször foglalkozott Nagyvárad színházi életének s általában a romániai magyar színjátszásnak a problémáival; s különös figyelmet szentelt a nagy múltú Familia körül szerveződő román szellemi életnek, különös tekintettel a román-magyar irodalmi kapcsolatokra. Már 1926-ban közölte Keresztury Sándor Kultúrkapcsolat, megismerés, politikai együttműködés c. cikkét, 1935-36-ban pedig a váradi hídverés előzményeit és a kis híján megvalósult román-magyar írótalálkozó körüli eseményeket.
1941. február 1-jétől a Nagyvárad címét megőrizve, új évfolyam- és lapszámozást kezdett. Hegedűs Nándor neve már nem mint főszerkesztő, hanem mint "igazgató" szerepelt rajta 1941. február 18-ig; felelős szerkesztő 1940. szeptember 11-től Daróczi (Kiss) Lajos, kiadótulajdonos a Nagyvárad Lapkiadó Kft. 1944. július 17-től címet is változtatott (Új Nagyvárad). Ezen a címen jelent meg utolsó lapszáma 1944. október 4-én.